# Gründerzeit

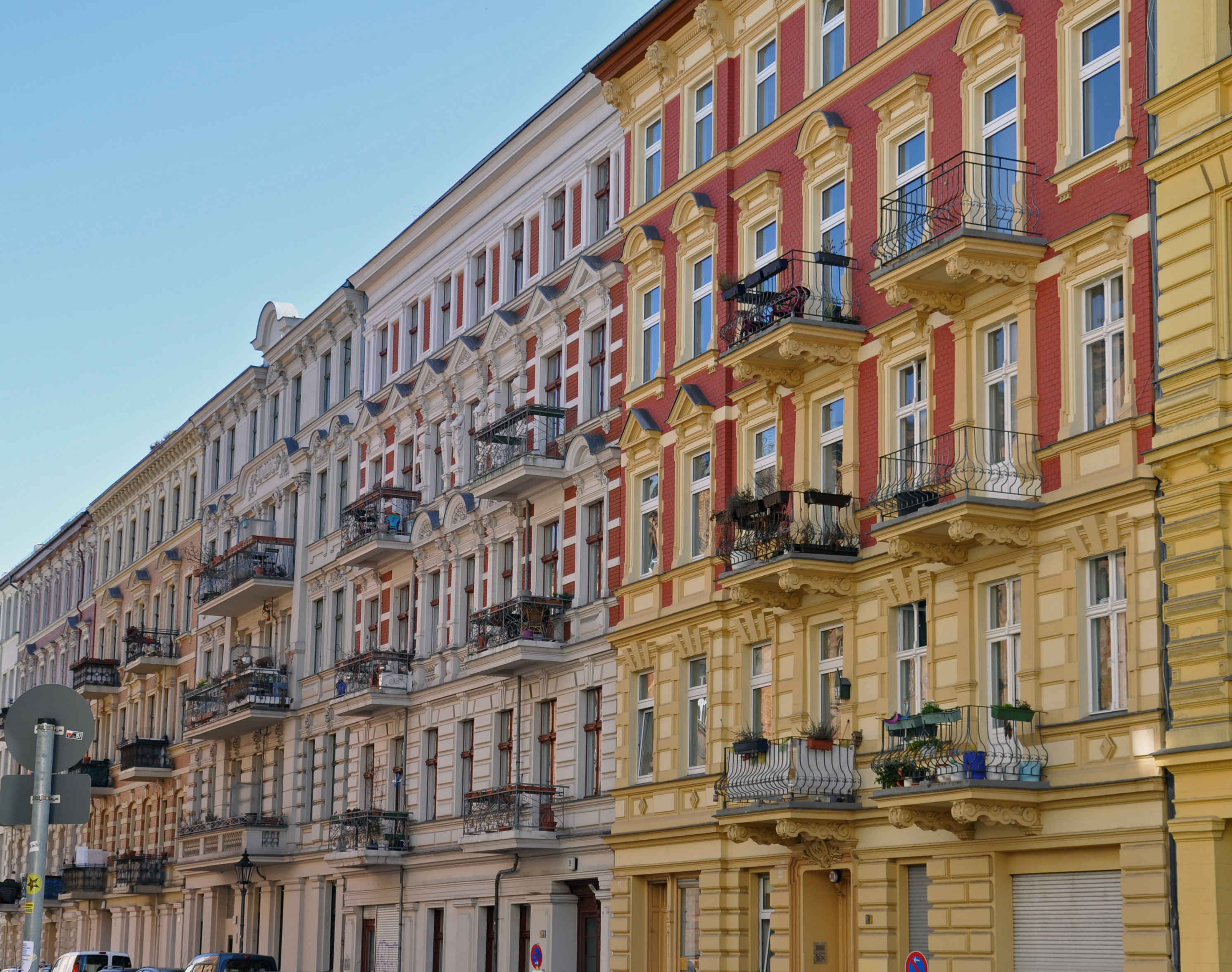
Façades dans un quartier de la Gründerzeit à Berlin-Kreuzberg.

En Allemagne et en Autriche, on désigne au sens large du terme par Gründerzeit [ˈɡʀʏndɐˌt͡saɪ̯t]  (« époque des fondateurs ») la période économique du XIXe siècle amorcée avec la révolution industrielle, qui s’arrête au krach de 1873. Dans un sens plus restrictif, les Gründerjahre [ˈɡʀʏndɐˌjaːʁə] (« années des fondateurs ») désigne les premières années après la formation de l'Empire allemand en 1871 quand celui-ci connut un boom économique sans précédent notamment après le versement des réparations de guerre par la France. 
Pour les pays autrichiens, et en particulier la Bohême et la Moravie, les réformes économiques établis au cours de la révolution de 1848 font consensus comme date de commencement. Dans les années qui ont suivi le compromis austro-hongrois de 1867, le libéralisme économique a atteint un sommet.
L'époque suivante appelée « la Grande Dépression » a créé un développement économique plus lent jusqu'à ce que un essor nouveau est remarqué dans la période wilhelmienne, à partir de l'année 1896. Dans le domaine culturel et notamment architectural, le concept de Gründerzeit s'étend parfois jusqu'au début de la Première Guerre mondiale en 1914 pour décrire la phase de l'historicisme. 

## Délimitation
Le Gründerzeit en Europe centrale correspond également au moment où la bourgeoisie s’empara du pouvoir culturel, ce en quoi il constitue la grande époque du libéralisme classique. Toutefois, les exigences politiques du libéralisme n'avaient été que partiellement ou peu appliquées à la fin de cette période. Pour l'Allemagne, l'historien Christian Jansen définit le Gründerzeit comme la période entre la Révolution de mars (1848) et la formation de l'Empire allemand en 1871.
L'économiste Nikolaï Kondratiev décrit cet essor économique comme la phase montante du deuxième cycle Kondratieff.
L’industrialisation amena aussi de nouvelles obligations esthétiques, particulièrement en architecture et dans l'artisanat d'art. Ceci s’exprima davantage par le développement des modèles existants que par de réelles innovations en tant que telles. Dans la langue courante, parler de "Gründerzeitstil" revient à désigner l’historicisme. Or l’historicisme restant le style prédominant jusqu’après 1900, il en ressort une certaine imprécision. En rapport avec l’histoire de l’art, on désigne Gründerzeit des périodes très différentes, par exemple 1850–1873, 1871–1890, parfois même 1850–1914. A cette époque le mot Gründer (« fondateur ») avait une connotation plutôt négative car de nombreuses sociétés créées à ce moment avaient un caractère spéculatif.

## Économie

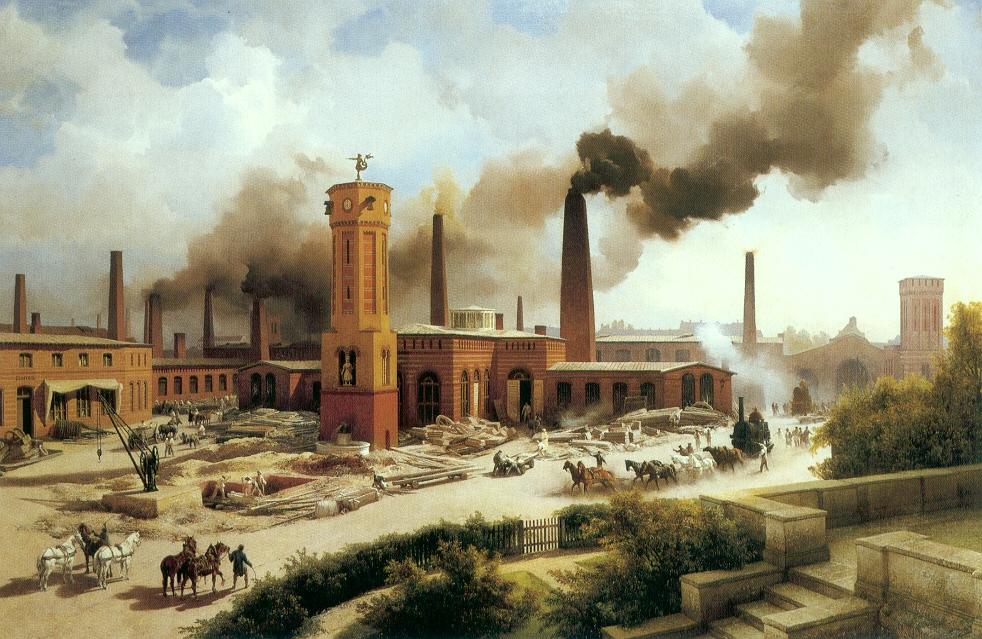
Usine de machines Borsig à Berlin, peinture de Karl Eduard Biermann, 1847.

Le concept de Gründerzeit renvoie à une période d'expansion économique globale à partir du milieu du XIXe siècle durant laquelle les entrepreneurs pouvaient devenir très vite riches. Un facteur décisif pour expliquer ce rapide développement économique est la construction de chemin de fer. Cette industrie avait un effet d'entraînement important sur d'autres secteurs via la demande de charbon et d'acier et ainsi permit la création d'empires industriels tels que l'entreprise Krupp. Le chemin de fer révolutionna le transport de marchandises ainsi que la vente et la distribution des biens et permit le développement d'une production de masse. Outre ces effets économiques, le train améliora grandement la communication et favorisa la migration de personnes. Tous ces éléments contribuèrent à une urbanisation croissante et au développement du prolétariat.
Les sociétés anonymes ont joué un rôle majeur durant cette période comme le montre l'explosion du nombre de leur création : 88 entre 1867 et 1870 en Prusse contre 928 entre 1871 & 1873. Contrairement aux réformes politiques, les réformes économiques qui en sont issues n’ont en général pas été revues et ont structuré l'économie et l'industrie jusqu'à nos jours (définition des sociétés de production en tant que personnes morales, etc.).

## Réparations de guerre
En Allemagne, après la guerre franco-prussienne de 1870 victorieuse, beaucoup de capitaux français au titre des réparations affluèrent. Elles ont permis aux banques de placer totalement le capital monétaire fourni en investissement dans les secteurs de production de marchandises expliquant la surchauffe ultérieure. Dans les années précédant le grand krach de 1873, l’essor économique atteignit des sommets jusqu’alors inconnus. Ces dernières années sont connues comme Gründerjahre. 
Toutefois, les exigences politiques du libéralisme n'avaient été que partiellement ou peu appliquées à la fin de cette période en dehors de supprimer des barrières douanières entre les lander allemands et d'instaurer une communauté allemande seulement dans les échanges des produits manufacturés. La rigueur restant constante d'un point de vue des libertés politiques, le refuge dans  la structure de la famille  et le confort de l'habitat fut alors aisé et fréquent.

## Architecture

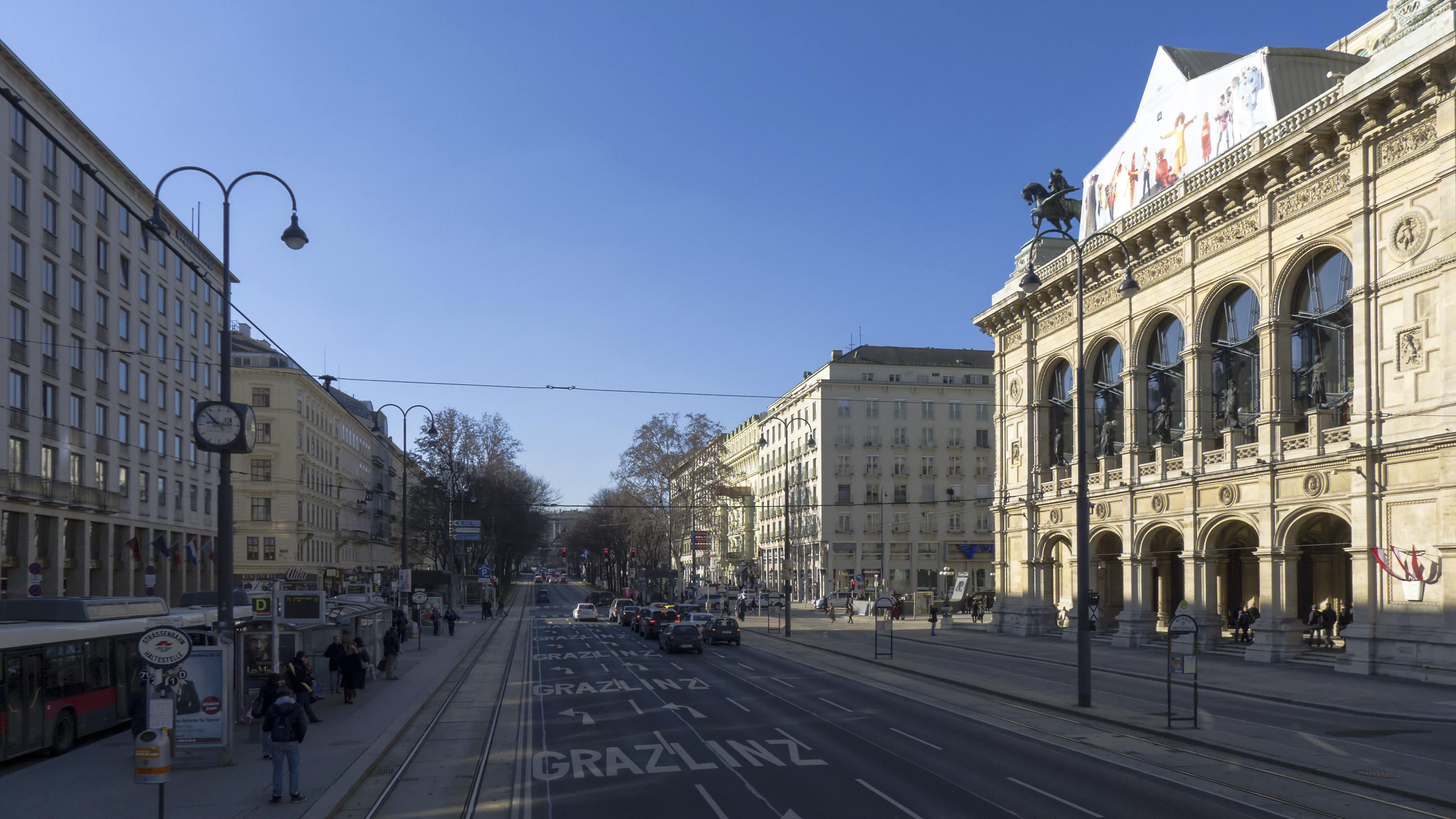
Ring et opéra d'État de Vienne.

## Musée
Le Gründerzeit Museum de Berlin a été fondé par Charlotte von Mahlsdorf,.